# Heure de la Miséricorde Divine

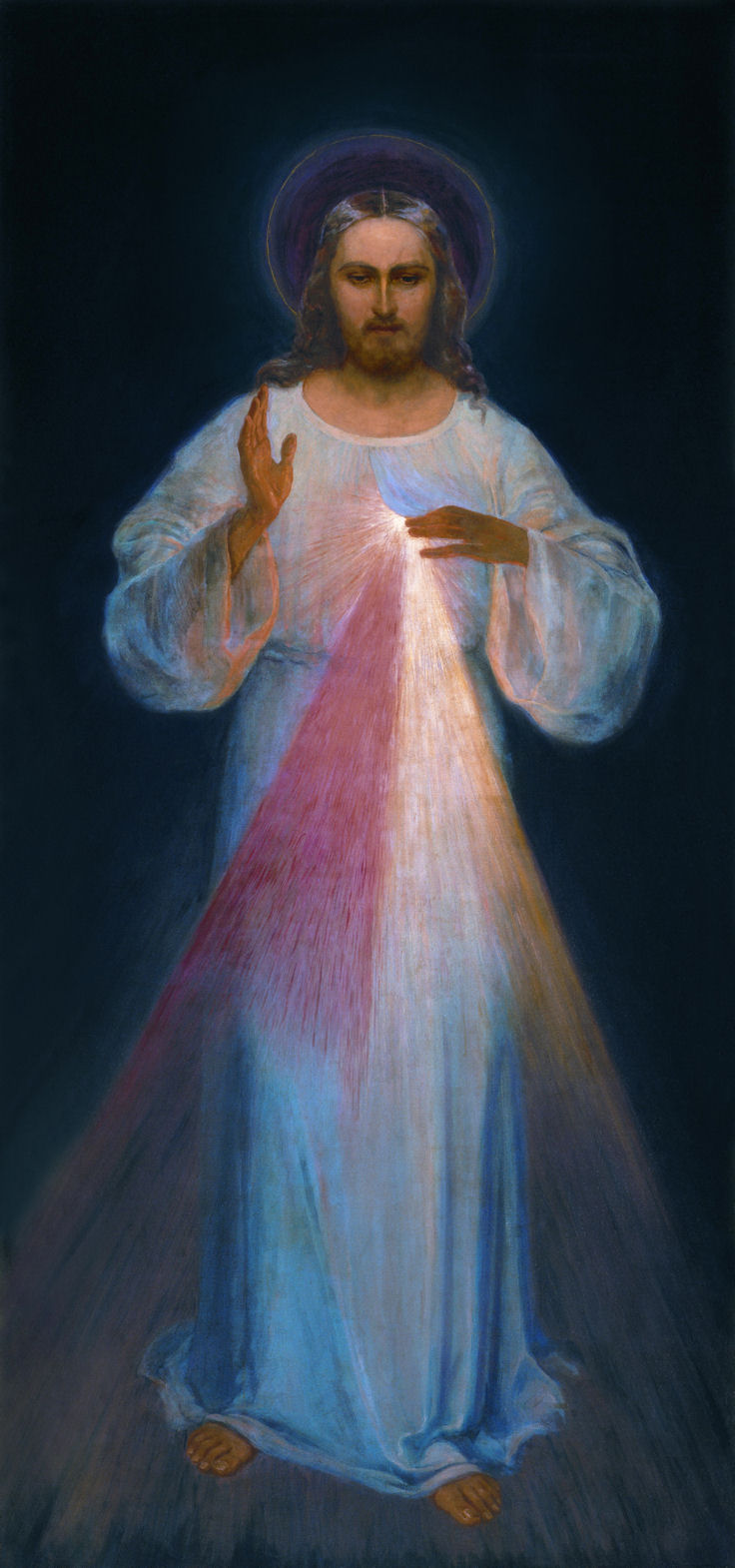
Icône de la Miséricorde divine, peinte par Eugeniusz Kazimirowski, d’après les indications de Faustine Kowalska.

L'heure de la Miséricorde Divine, soit 15h00, commémore l'heure de la Crucifixion telle qu'elle est déterminée par une tradition chrétienne mais non confirmée par les historiens. Faustine Kowalska, religieuse polonaise canonisée par l'Église catholique, affirme avoir reçu de Jésus-Christ la demande que cette heure soit un moment de prière et de vénération de la miséricorde de Dieu.

## Historique
Faustine Kowalska, morte en 1938 et canonisée en 2000, affirme dans son Petit Journal qu’en octobre 1937, le Christ lui a fait cette demande,,, : « À trois heures implore ma miséricorde, tout particulièrement pour les pécheurs, et ne fût-ce que pour un bref instant, plonge-toi dans ma passion, en particulier dans mon abandon au moment de mon agonie. C’est là une heure de grande miséricorde pour le monde. Je te laisserai entrer dans ma mortelle tristesse. En cette heure, je ne saurais rien refuser à l'âme qui me prie, par ma passion.» (Petit Journal 1320).
Plus tard, en février 1938, toujours selon Faustine, Jésus lui dit : « Je te rappelle, ma fille, que chaque fois que tu entendras l'horloge sonner trois heures, immerge-toi tout entière en ma miséricorde en l'adorant et en la glorifiant; fais appel à sa toute-puissance pour le monde entier et particulièrement pour les pauvres pécheurs, car à ce moment elle est grande ouverte à toutes les âmes. À cette heure-là, tu peux tout obtenir pour toi et pour les autres ; à cette heure, la grâce a été donnée au monde entier - la miséricorde l’emporta sur la justice. » (Petit Journal 1572).

## Pratique
Cette prière ou méditation sur la Passion du Christ doit être faite à trois heures de l’après-midi, elle doit s’adresser directement au Christ, et recourir aux mérites de sa Passion pour en recueillir les fruits. Un exemple sur la manière de la pratiquer a été donné à Kowalska par le Christ, tel qu'elle le relate dans son journal : « Ma fille, essaie à cette heure-là de faire le chemin de croix autant que tes occupations te le permettent; mais si tu ne peux pas faire le chemin de croix, entre au moins un moment à la chapelle et célèbre mon cœur qui est plein de miséricorde dans le Très Saint Sacrement; et si tu ne peux entrer à la chapelle, plonge-toi dans la prière là où tu te trouves, ne serait-ce que pour un tout petit moment. » (Petit Journal 1572).
Pour Jean-Paul II, les fruits de cette méditation sont « une force de conversion constante et inépuisable », en ouvrant le cœur à la miséricorde et à la charité envers le prochain. Outre la conversion personnelle qui découle de cette heure, des grâces temporelles et spirituelles sont également accordées. C’est pourquoi « dans certaines régions, chaque vendredi après-midi à 15 heures, les cloches des villages sonnent », et que, en paroisse ou au sein des communautés religieuses, l’heure de la miséricorde donne lieu à un temps de méditation, d’adoration et de prières d’intercession dans le chapelet de la Divine Miséricorde.